# رطن عقدي
حشيشة مخطاطة أو رطن عقدي (الاسم العلمي:Krameria lappacea) هو نوع من النباتات يتبع جنس الرطن من الفصيلة الرطنية.